# Peter Sasdy
Peter Sasdy (nacido el 27 de mayo de 1935, en Budapest, Hungría) es un director de cine y televisión húngaro nacionalizado británico.
Entre sus numerosos trabajos para la televisión destaca The Stone Tape (1972), sobre guion de Nigel Kneale.
Dirigió varias películas de terror para la productora Hammer, entre otras Taste the blood of Dracula (1969), Countess Dracula (1971) y Hands of the Ripper (1971). Dirigió a Pia Zadora en The Lonely Lady (1983), película por la que obtuvo un premio Razzie al peor director.
De 1985 a 1987 dirigió la producción de la cadena Thames The Secret Diary of Adrian Mole, Aged 13¾.